# نيكولا ستيبتش
نيكولا ستيبتش (مواليد 18 ديسمبر 1937) هو لاعب كرة قدم. يلعب مع منتخب يوغوسلافيا لكرة القدم. سبق له أن لعب في كأس العالم لكرة القدم مع منتخب بلاده.

## مسيرته الكروية
لعب نيكولا ستيبتش خلال مسيرته الاحترافية مع نادِ واحدٍ في ثمانية مواسم وسجل خلالها 15 هدفًا ضمن 79 مباراة. حيث فاز في ثلاثة مواسم بالكأس وفي أربعة مواسم بالدوري.
خاض نيكولا ستيبتش مسيرته مع نادي النجم الأحمر بلغراد في موسم 1956–57 ليلعب معه ثمانية مواسم، مشاركًا في 79 مباراة سجل خلالها 15 هدفًا.

## روابط خارجية
- نيكولا ستيبتش على موقع الاتحاد الدولي (مؤرشف)  (الإنجليزية)
- نيكولا ستيبتش على موقع قاعدة بيانات كرة القدم.إي يو (الإنجليزية)
- نيكولا ستيبتش على موقع ناشيونال فوتبول تيمز (الإنجليزية)
- نيكولا ستيبتش على موقع Soccerway.com (الإنجليزية)
- نيكولا ستيبتش على موقع عالم كرة القدم.نت (الإنجليزية)